# Opsječko
Opsječko (szerbül: Опсјечко), település Bosznia-Hercegovinában, a Bosanska Krajina keleti részén, Čelinac községben, a Szerb Köztársaságban. 

## Fekvése
A település Bosznia-Hercegovina északi részén, Banja Lukától légvonalban 14, közúton 19 km-re délkeletre, községközpontjától légvonalban és közúton 2 km-re délkeletre, a Vrbanja-folyó jobb partján, 250-430 méteres tengerszint feletti magasságban fekszik. 

## Népessége

### A település népessége
| Nemzetiségi csoport | Népesség 1991 | Népesség 2013 |
| ------------------- | ------------- | ------------- |
| Szerb               | 923           | 1195          |
| Bosnyák             | 0             | 0             |
| Horvát              | 3             | 8             |
| Jugoszláv           | 12            | 0             |
| Egyéb               | 12            | 6             |
| Összesen            | 950           | 1209          |

## Története
A töröknek, annak ellenére, hogy Bosznia legnagyobb része már 1463-ban török kézre került, csak 1519, a Vrbanja völgyén való áttörés és a kotori erőd eleste után sikerült meghódítania ezt a vidéket. A térség 1878-ig tartozott az Oszmán Birodalomhoz, ekkor a berlini kongresszus határozata alapján az Osztrák-Magyar Monarchia része lett. 1879-ben az első osztrák-magyar népszámlálás során a Banja Luka-i járáshoz tartozó településnek 29 háztartása és 221 ortodox lakosa volt. 1910-ben a Banja Luka-i járáshoz tartozó településen 55 háztartást, 357 ortodox, 6 római katolikus és 1 muszlim lakost találtak. A monarchia szétesésével 1918-ban előbb a Szerb-Horvát-Szlovén Királyság, majd 1929-től a Jugoszláv Királyság része. 1921-ben a településnek 383 ortodox és 10 római katolikus lakosa volt. 1921-ben a nagy árvíz elpusztította a Vrbanja folyón átívelő fahidat, amely fontos volt a régió gazdasága és a diákok iskolába jutása szempontjából. A hidat „Diákhídnak” is nevezték. Az új fahíd 1925-1926 között épült, építése 117 782 dinárba került. Az 1929-es törvény értelmében, amikor Bosznia-Hercegovinát négy banovinára, Drinskára, Vrbaskára, Zetskára és Primorskára osztották, a település a Vrbaska banovina része lett, amelynek székhelye Banja Luka volt. Jugoszlávia megszállása után a Független Horvát Állam (NDH) része lett. A daytoni békeszerződést követő területfelosztásnál a település Čelinac község részeként a Szerb Köztársaság területéhez került. 

## Nevezetességei
Szent Pantaleon tiszteletére szentelt ortodox temploma a temetőben áll.